# ينفوخ نيلي
فهقة منتفخة أو ينفوخ النيلي (بالإنجليزية: Fahaka pufferfish)‏ و(بالإنجليزية: Nile puffer)‏ و(باللاتينية: Tetraodon lineatus) يوجد عدة أنواع من هذه السمكة أغلبها تعيش بالمياه المالحة والقليل الذي يعيش بالماء العذب وهي سمكة سامة لحومها لاتؤكل الا في بعض المناطق في العالم التي تنزع السم قبل الاكل وقد منعت وزارة الزراعة المصرية بيعها وتداولها للاكل ولكنها تباع على انها سمك زينة ويوجد في مصر منها بالبحر الأحمر والبحر المتوسط.